# Ghostbusters (film 2016)
Ghostbusters è un film del 2016 diretto da Paul Feig.
La pellicola è il reboot del franchise di Ghostbusters, con un nuovo team di acchiappafantasmi al femminile, interpretate da Melissa McCarthy, Kristen Wiig, Kate McKinnon e Leslie Jones.

## Trama
Abby Yates e Erin Gilbert sono due studiose di fisica teorica che hanno scritto insieme un libro in cui sostengono che i fenomeni paranormali, quali i fantasmi, esistono realmente. Per poter proseguire la sua carriera nell'ambito della ricerca scientifica ed essere presa sul serio dai suoi colleghi, Erin abbandona Abby, rinnegando di aver scritto il libro insieme a lei, e diventa professoressa alla Columbia University, mentre Abby continua a studiare il paranormale affiancata dalla brillante quanto eccentrica ingegnere Jillian Holtzmann presso il poco prestigioso Higgins Institute of Science. Erin, in attesa di diventare professore associato alla Columbia University, viene a sapere che Abby ha aumentato la visibilità del loro libro rendendolo disponibile online, cosa che potrebbe compromettere la sua carriera. Nel tentativo di convincere Abby a togliere il libro dalle vendite fin quando il suo contratto alla Columbia non sarà ufficializzato, Erin rimane coinvolta in un'investigazione su una presunta apparizione paranormale. Abby, Erin e Jillian assistono alla prima manifestazione concreta di un fantasma che abbiano mai visto, riprendendola e pubblicandone il video su YouTube, cosa che porta all'immediato licenziamento di Erin e alla sua perdita di ogni credibilità come scienziata da parte dell'intera comunità universitaria.
Erin decide così di unirsi alle due amiche nei loro esperimenti all'Higgins Institute, ma il rettore dell'istituto nega loro il rinnovo di ogni fondo stanziato per le loro ricerche. Le tre aprono così un ufficio in un locale sopra un ristorante cinese e si fanno chiamare "Operatrici della Verifica Metafisica". Iniziano quindi a costruire dell'equipaggiamento per catturare e studiare i fantasmi, e assumono come segretario Kevin Beckman, un ragazzo tanto affascinante quanto tonto.
Un giorno una lavoratrice della metropolitana, Patty Tolan, entra in contatto con un fantasma nelle gallerie e contatta il trio. Abby, Erin e Jillian riescono a catturare il fantasma con i loro zaini protonici e filmano l'operazione, ma il loro filmato viene nuovamente deriso dal pubblico di Internet. Le protagoniste non si perdono d'animo, continuando a migliorare la loro tecnologia e facendosi chiamare "acchiappafantasmi". Patty decide di unirsi alla squadra, rendendosi utile in quanto conosce molto bene la città di New York e fornisce un automezzo al gruppo, un carro funebre Cadillac riadattato preso in prestito da suo zio.
A insaputa del trio protagonista, i fantasmi sono evocati da alcuni macchinari costruiti da Rowan North, uno scienziato pazzo che vuole avviare un'apocalisse. Quando Rowan impianta uno di questi marchingegni in un locale in cui si sta tenendo un concerto di musica heavy metal, le acchiappafantasmi vengono chiamate e catturano il fantasma di fronte al pubblico. Poco tempo dopo, uno scienziato specializzato nello sfatare teorie sul paranormale, il dottor Martin Heiss, sfida le acchiappafantasmi, quindi Erin libera il fantasma catturato come prova ed esso scaraventa Heiss fuori dalla finestra del ristorante cinese. Le acchiappafantasmi vengono quindi portate al cospetto del sindaco Bradley, che rivela che tutta New York e il dipartimento di sicurezza sono venuti a sapere della presunta presenza di fantasmi e le stanno denunciando pubblicamente per frodi.
Le acchiappafantasmi scoprono finalmente il ruolo di Rowan nella vicenda; unendo su una cartina di New York i punti in cui i fantasmi sono comparsi fino a quel momento, compaiono delle linee che si intersecano all'Hotel Mercado a Times Square, luogo in cui sono storicamente avvenute molte vicende relative al mondo paranormale. Le quattro protagoniste vi si recano e, nei sotterranei, trovano Rowan intento a costruire un portale per la dimensione dei fantasmi. Una volta scoperto, Rowan si uccide fulminandosi volutamente e Jillian disattiva il portale. Tuttavia Erin trova tra il materiale dello scienziato pazzo una copia del libro suo e di Abby e, sfogliandola, scopre che Rowan ha pianificato di diventare un fantasma e comandare un esercito di fantasmi. Il potente fantasma di Rowan possiede prima il corpo di Abby e poi quello di Kevin, tramite il quale riattiva il portale e lo usa per liberare centinaia di fantasmi per tutta New York. La polizia e l'esercito vengono facilmente sottomessi da Rowan, il quale li comanda piegandoli al suo volere con le sembianze di Kevin, mentre le acchiappafantasmi combattono l'armata di fantasmi per raggiungere il portale.
Rowan assume l'aspetto del fantasma raffigurato nel logo usato dalle acchiappafantasmi, si ingrandisce fino a raggiungere dimensioni enormi e inizia a distruggere la città. Il team decide quindi di usare il reattore nucleare montato sulla loro auto (che nel frattempo è stata rubata da un gruppo di piccoli fantasmi) per ottenere l'energia necessaria a chiudere il portale e riportare i fantasmi nella loro dimensione. Il piano sembra avere successo, ma Rowan trascina Abby nel portale; Erin tenta di salvarla, riuscendo a recuperarla e a uscire dal portale appena prima che esso si chiuda del tutto, e le due tornano nella dimensione umana con capelli prematuramente bianchi. Il Sindaco e i suoi uomini decidono quindi di supportare in segreto le ricerche delle acchiappafantasmi mentre continuano a diffamarle in pubblico accusandole di diffondere falsità, e le quattro protagoniste, nonostante il Sindaco sia apparentemente schierato contro di loro, vengono pubblicamente ringraziate dai cittadini.
Durante i titoli di coda, Patty ascolta una registrazione di un incontro con un fantasma e chiede alle altre tre acchiappafantasmi se hanno mai sentito parlare di Zuul.

## Personaggi
- Abigail "Abby" Yates, interpretata da Melissa McCarthy: una studiosa del mondo paranormale, disposta a tutto pur di dimostrare le sue teorie.
- Erin Gilbert, interpretata da Kristen Wiig: migliore amica di Abby, è stata candidata per diventare professoressa alla Columbia University, posto che ha perso dopo che si è scoperto che è co-autrice di un libro sui fantasmi con la Yates.
- Jillian Holtzmann, interpretata da Kate McKinnon: ingegnere nucleare, ribelle e coraggiosa.
- Patricia "Patty" Tolan, interpretata da Leslie Jones: un'impiegata della metropolitana di New York. Si unisce alle Acchiappafantasmi dopo averle viste intrappolare un fantasma sul suo posto di lavoro.
- Kevin Beckman, interpretato da Chris Hemsworth: il segretario delle acchiappafantasmi, un ragazzo muscoloso e affascinante, ma estremamente tonto e infantile, che non sa nemmeno rispondere al telefono.
- Rowan North, interpretato da Neil Casey: l'antagonista principale del film, è uno scienziato pazzo che diventa un fantasma e tenta di scatenare un esercito di fantasmi per distruggere la città.
- Bradley, interpretato da Andy García: il Sindaco di New York.

### Cameo
Partecipano al film, in alcuni camei, gli attori protagonisti dei primi due film sui Ghostbusters:
- Bill Murray, il dottor Martin Heiss: un demistificatore che non crede nel paranormale;
- Dan Aykroyd, un tassista;
- Ernie Hudson, Bill Jenkins, lo zio di Patty Tolan;
- Sigourney Weaver, Rebecca Gorin, la professoressa e mentore di Jillian Holtzmann;
- Annie Potts, la receptionist del Mercado Hotel.

Anche Ozzy Osbourne, Al Roker, Pat Kiernan, Cheryl Wills, Rosanna Scotto e Greg Kelly partecipano al film, interpretando sé stessi.

## Produzione
Il budget del film è stato di 144 milioni di dollari.

## Colonna sonora
La colonna sonora originale, Ghostbusters: Original Motion Picture Soundtrack, è disponibile dal 15 luglio 2016 pubblicata dalla RCA Records.
La musica di sottofondo originale – Ghostbusters: Original Motion Picture Score – del film è disponibile dal 15 luglio 2016 pubblicata dalla Sony Classical.

### Tracce

#### Ghostbusters: Original Motion Picture Soundtrack
1. Walk the Moon – Ghostbusters – 3:44
2. G-Eazy – Saw It Coming (feat. Jeremih) – 3:29
3. Elle King – Good Girls – 2:59
4. 5 Seconds of Summer – Girls Talk Boys – 3:36
5. Zayn – Who – 2:54
6. Pentatonix – Ghostbusters – 2:52
7. Wolf Alice – Ghoster – 2:30
8. Fall Out Boy – Ghostbusters (I'm Not Afraid) (feat. Missy Elliott) – 3:05
9. Mark Ronson, Passion Pit & A$AP Ferg – Get Ghost – 3:36
10. DMX – Party Up (Up in Here) – 4:31
11. DeBarge – Rhythm of the Night – 3:50
12. Muddy Magnolias – American Woman – 3:01
13. Beasts of Mayhem – Want Some More – 2:03
14. Ray Parker, Jr. – Ghostbusters – 4:05

#### Ghostbusters: Original Motion Picture Score
Musiche di Theodore Shapiro.
1. The Aldridge Mansion
2. The Garrett Attack
3. Never Invited
4. Distinct Human Form
5. The Universe Shall Bend
6. Subway Ghost Attack
7. Ghost Girl
8. Mannequins
9. Ghost in a Box
10. Dr. Heiss
11. Ley Lines
12. Pester the Living
13. I Will Lead Them All
14. The Power of Patty Compels You
15. The Fourth Cataclysm
16. Balloon Parade
17. Battle of Times Square
18. Entering the Mercado
19. Behemoth
20. Into The Portal
21. NY Heart GB

## Promozione

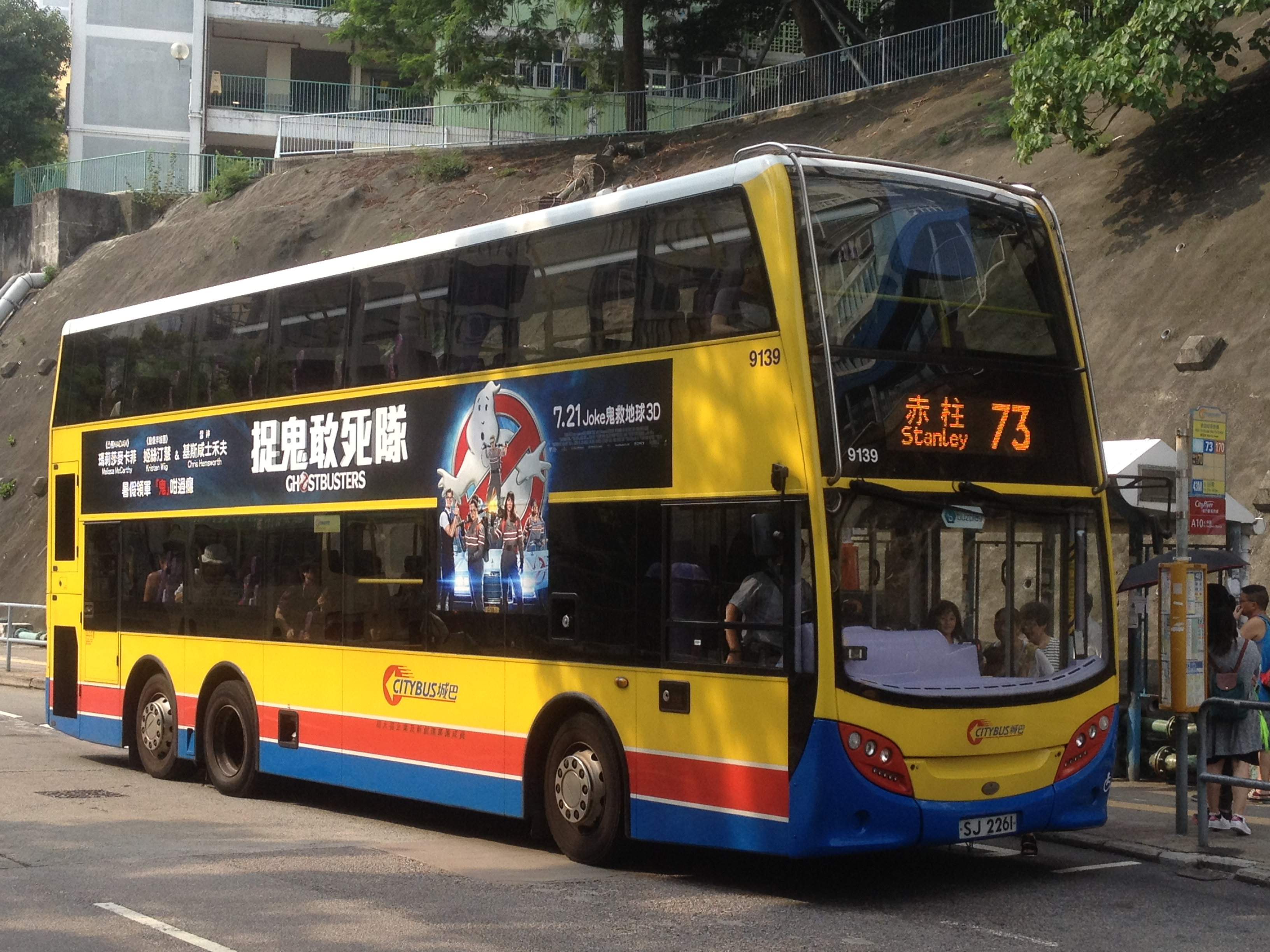
La pubblicità del film su un autobus

Il primo trailer del film viene diffuso il 3 marzo 2016; sei giorni dopo, il 9 marzo, viene diffuso un trailer internazionale, e un terzo trailer viene diffuso il 25 maggio 2016. Il trailer italiano viene diffuso il 9 marzo 2016.

## Distribuzione
Il film è stato proiettato in anteprima al TCL Chinese Theatre di Los Angeles il 9 luglio 2016.

### Data di uscita
Alcune date di uscita internazionali nel corso del 2016 sono state:
- 11 luglio nel Regno Unito
- 15 luglio negli USA[13]
- 28 luglio in Italia[14]

## Accoglienza

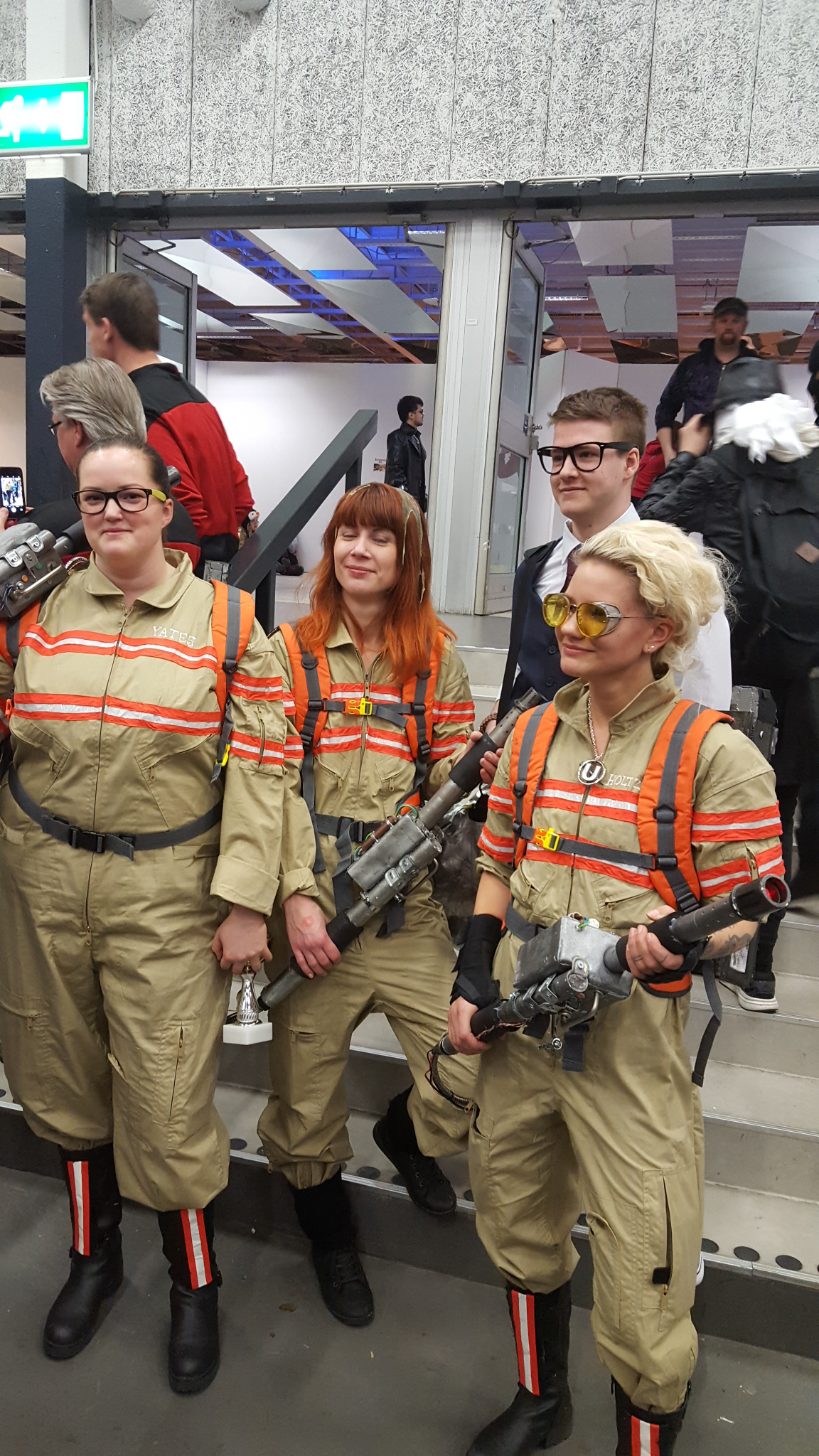
Cosplay di alcuni protagonisti

### Incassi
Il film ha ottenuto un incasso mondiale di 229 147 509 dollari. La pellicola non è stata distribuita in Cina a causa di alcune leggi contro i film che promuovono i culti basati sulla superstizione, penalizzando così gli incassi, essendo la Cina diventata in questi anni il secondo più grande mercato cinematografico al mondo.
A quasi un mese dall'uscita, il film è considerato un flop con perdite stimate oltre i 70 milioni di dollari, anche se la Sony ha messo in discussione la stima poiché essa non ha considerato gli altri canali di profitto.

### Critica
Prima dell'uscita nelle sale, molti fan, alcuni critici cinematografici, e inizialmente persino l'attore Ernie Hudson sono stati contrari fin dall'annuncio all'idea di farne un reboot costringendo anche il regista Paul Feig e il presidente della Sony Pictures stessa, Tom Rothman, a rispondere a tono tramite alcuni comunicati.
Dopo la sua uscita il film ha raccolto critiche generalmente positive dalla stampa di settore, lasciando buona parte del pubblico invece delusa.
Il sito americano Rotten Tomatoes, che raccoglie recensioni professionali, riporta il 74% delle critiche positive con un voto medio di 6,5 su 10 basato su 394 recensioni, mentre solo il 49% del pubblico ha apprezzato la pellicola; Metacritic dà un punteggio di 60 su 100 basandosi su 56 recensioni; MyMovies valuta il film 2,7 su 5 mentre gli utenti del sito IMDb, danno un punteggio medio di 5,4 su 10.
In Italia Antonio Dini su Fumettologica ha commentato «ci vuole un salto di fantasia e la capacità di fare qualcosa di più, essere originali, infedeli rispetto al passato. Ghostbusters del 2016 è fermo esattamente lì, a metà del guado. Un film ben fatto e interpretato, ma per niente coraggioso. È la sua rovina», mentre Gabriele Niola su MYmovies.it ha scritto:
Altre critiche sono state meno entusiastiche; David Rooney di The Hollywood Reporter scrive:

## Riconoscimenti
- 2016 - Annie Award[39]
  - Candidatura per i migliori effetti animati in un film live action
- 2017 - Critics' Choice Movie Award[40]
  - Candidatura per la miglior attrice in un film comico a Kate McKinnon
- 2017 - People's Choice Awards[41]
  - Attrice in un film commedia preferita dal pubblico a Melissa McCarthy
  - Candidatura per il film commedia preferito dal pubblico
  - Candidatura per il miglior attore in un film commedia preferito dal pubblico a Chris Hemsworth
  - Candidatura per l'attrice in un film commedia preferita dal pubblico a Kristen Wiig
- 2017 - Saturn Award[42]
  - Candidatura per il miglior film fantasy
  - Candidatura per la miglior attrice non protagonista a Kate McKinnon

## Altri media
Nel videogioco LEGO Dimensions è stato prodotto il pacchetto storia di Ghostbusters, che riassume l'intera trama del film in sei livelli giocabili.